# Club Atlético Victoria
El Club Atlético Victoria es un equipo de fútbol del municipio de La Victoria de Acentejo (Santa Cruz de Tenerife) España. Actualmente juega en el Grupo Canario de Regional Preferente, debutó en Tercera División en la temporada 2011/12.

## Historia
El Club Atlético Victoria y su filial tuvieron una proyección meteórica en sus primeros años últimos años, pues en poco más de una década, partiendo de Segunda Regional (última categoría del fútbol canario) alcanzó la Tercera División, en la que permaneció cuatro temporadas consecutivas. Fundado en 1996, en la temporada 2005/06 consigue el ascenso a Preferente Tenerife. La temporada del debut fue complicada, pero consiguió salvar la categoría al quedar en la decimosexta posición. Las siguientes temporadas el equipo se asienta en la categoría de Preferente hasta que, en la temporada 2010-2011, consiguió el primer ascenso a Tercera División al ganarle 5-0 a la Unión Deportiva Ibarra en el Estadio Municipal de La Victoria de Acentejo.
En la temporada 2014/2015 desciende de nuevo a Preferente tras quedar en última posición en Tercera. Es entonces cuando el club entra en declive, al descender de nuevo en la siguiente campaña a 1.ª Regional. No obstante, en la 2016/17 acaba en primera posición y vuelve a Preferente, donde tras tres temporadas retorna a Tercera División en 2020, siendo segundo en la clasificación al término de la 25.ª jornada, última que pudo disputarse tras la cancelación de la liga debido a la pandemia del Coronavirus del mismo año. A la temporada siguiente perdería la categoría y volvería de nuevo a preferente en la cual quedaría campeón de su grupo pero sin lograr el ascenso al no superar las eliminatorias de ascenso. A la siguiente temporada 2022/23 revalidarian el título de preferente logrando esta vez sí superar los playoff y disputar la siguiente temporada en Tercera Federación.

## Estadio
El club y sus filiales juegan sus partidos como local en el campo municipal de La Victoria de Acentejo, que cuenta con una capacidad para unos 2500 espectadores. El terreno de juego, propiedad del Ayuntamiento de La Victoria de Acentejo, fue inaugurado oficialmente en el año 2002, aunque ya décadas atrás también se jugaba en él. En el año 2010 se reformó.

## Uniforme
- Local: la camiseta es verde, con una "V" blanca, en imitación de la bandera de La Victoria de Acentejo (de ello deriva su apodo de "aspas blancas". Por su parte, el pantalón es blanco y las medias verdes.
- Visitante: la equipación visitante tradicionalmente ha sido completamente negra, con una "V" blanca.

## Himno
En septiembre de 2016 se creó el himno del Atlético Victoria, titulado "Vamos Verdes".

VAMOS VERDES

La humildad y el compromiso, nuestra bandera.

¡Victoria, victoria, victoria!

Vamos verdes por el escudo que llevamos cosido en el pecho, 

Por el Atlético Victoria, nuestro equipo, nuestro sentimiento.

¡Vamos verdes, mis aspas blancas, con orgullo, coraje y valor!

Por el Atlético Victoria, tinerfeño, canario y campeón.

¡Somos verdes!

Y en nuestro corazón late la fuerza y la unión de una gran familia.

Vamos verdes por el escudo que llevamos cosido en el pecho, 

Por el Atlético Victoria, nuestro equipo, nuestro sentimiento.

¡Vamos verdes, mis aspas blancas, con orgullo, coraje y valor!

Por el Atlético Victoria, tinerfeño, canario y campeón.

Por el Atlético Victoria, por su pueblo y su afición.

Yo soy del Atlético Victoria, el sentimiento que vivo y que siento en mi corazón.

¡Victoria, victoria, victoria!

## Todas las temporadas
| Temporada | División     | Posición | Copa del Rey |
| --------- | ------------ | -------- | ------------ |
| 1996/97   | 2.ª Regional | 15.º     |              |
| 1997/98   | 2.ª Regional | 5.º      |              |
| 1998/99   | 2.ª Regional | 5.º      |              |
| 1999/00   | 2.ª Regional | 8.º      |              |
| 2000/01   | 2.ª Regional | 7.º      |              |
| 2001/02   | 2.ª Regional | 6.º      |              |
| 2002/03   | 2.ª Regional | 6.º      |              |
| 2003/04   | 2.ª Regional | 1º       |              |
| 2004/05   | 1.ª Regional | 1º       |              |
| 2005/06   | 1.ª Regional | 2.º      |              |
| 2006/07   | Preferente   | 16.º     |              |
| 2007/08   | Preferente   | 9.º      |              |
| 2008/09   | Preferente   | 7.º      |              |
| 2009/10   | Preferente   | 5.º      |              |
| 2010/11   | Preferente   | 1º       |              |

| Temporada | División      | Posición | Copa del Rey |
| --------- | ------------- | -------- | ------------ |
| 2011/12   | 3.ªDivisión   | 15.º     |              |
| 2012/13   | 3.ªDivisión   | 15.º     |              |
| 2013/14   | 3.ªDivisión   | 7.º      |              |
| 2014/15   | 3.ªDivisión   | 20.º     |              |
| 2015/16   | Preferente    | 16.º     |              |
| 2016/17   | 1.ª Regional  | 1º       |              |
| 2017/18   | Preferente    | 3.º      |              |
| 2018/19   | Preferente    | 2.º      |              |
| 2019/20   | Preferente    | 2.º      |              |
| 2020/21   | 3.ªDivisión   | 9°       |              |
| 2021/22   | Preferente    | 1°       |              |
| 2022/23   | Preferente    | 1°       |              |
| 2023/24   | 3.ªFederación | 15.º     |              |
| 2024/25   | Preferente    |          |              |

### Datos del club
- Temporadas en Tercera División: 6
- Temporadas en Preferente: 12
- Temporadas en Primera Regional: 3
- Temporadas en Segunda Regional: 8

### Trayectoria
Línea de trayectoria en el campeonato de liga:

### Palmarés
| Competición                    | Títulos                    | Subcampeonatos    |
| ------------------------------ | -------------------------- | ----------------- |
| Preferente de Tenerife         | 2010/11, 2021/22 y 2022/23 | 2018/19 y 2019/20 |
| Primera Regional               | 2004/05 y 2016/17          | 2005/06           |
| Segunda Regional               | 2003/2004                  | -                 |
| Copa Heliodoro Rodríguez López | -                          | 2019              |

## Filial
El Club Atlético Victoria cuenta desde 1992 con una escuela de fútbol base con niños de todas las categorías y desde 2011 cuenta con un equipo filial, el Club Atlético Victoria "B".